# Maroc aux Jeux paralympiques d'été de 2024
Le Maroc participe aux Jeux paralympiques d'été de 2024 à Paris, en France du 28 août au 8 septembre 2024. Il s'agit de sa 10e participation à des Jeux paralympiques d'été.

## Nombre d’athlètes qualifiés par sport
Voici la liste des qualifiés et sélectionnés marocains par sport :
| Sport           | Hommes | Femmes | Total |
| --------------- | ------ | ------ | ----- |
| Athlétisme      | 6      | 5      | 11    |
| Aviron          |        |        |       |
| Badminton       |        |        |       |
| Basket-ball     |        |        |       |
| Boccia          |        |        |       |
| Canoë           |        |        |       |
| Cyclisme        | 1      | 0      | 0     |
| Dynamophilie    |        |        |       |
| Équitation      |        |        |       |
| Escrime         |        |        |       |
| Football à 5    | 9      | 0      | 0     |
| Goalball        |        |        |       |
| Judo            |        |        |       |
| Natation        |        |        |       |
| Rugby           |        |        |       |
| Taekwondo       | 2      | 1      | 0     |
| Tennis          | 0      | 1      | 1     |
| Tennis de table |        |        |       |
| Tir             |        |        |       |
| Tir à l'arc     |        |        |       |
| Triathlon       |        |        |       |
| Volley-ball     |        |        |       |
| Total           | 19     | 7      | 25    |

## Bilan général
| Sport           | Médaille d'or, Jeux paralympiques | Médaille d'argent, Jeux paralympiques | Médaille de bronze, Jeux paralympiques | Total | Rang pays |
| --------------- | --------------------------------- | ------------------------------------- | -------------------------------------- | ----- | --------- |
| Athlétisme      | 3                                 | 6                                     | 4                                      | 13    |           |
| Aviron          |                                   |                                       |                                        |       |           |
| Badminton       |                                   |                                       |                                        |       |           |
| Basket-ball     |                                   |                                       |                                        |       |           |
| Boccia          |                                   |                                       |                                        |       |           |
| Canoë-kayak     |                                   |                                       |                                        |       |           |
| Cyclisme        |                                   |                                       |                                        |       |           |
| Dynamophilie    |                                   |                                       |                                        |       |           |
| Équitation      |                                   |                                       |                                        |       |           |
| Escrime         |                                   |                                       |                                        |       |           |
| Football à 5    |                                   |                                       |                                        |       |           |
| Goalball        |                                   |                                       |                                        |       |           |
| Judo            |                                   |                                       |                                        |       |           |
| Natation        |                                   |                                       |                                        |       |           |
| Rugby           |                                   |                                       |                                        |       |           |
| Taekwondo       |                                   |                                       | 2                                      | 2     |           |
| Tennis          |                                   |                                       |                                        |       |           |
| Tennis de table |                                   |                                       |                                        |       |           |
| Tir             |                                   |                                       |                                        |       |           |
| Tir à l'arc     |                                   |                                       |                                        |       |           |
| Triathlon       |                                   |                                       |                                        |       |           |
| Volley-Ball     |                                   |                                       |                                        |       |           |
| Total           | 3                                 | 6                                     | 6                                      | 15    |           |

| Jour          | Médaille d'or, Jeux paralympiques | Médaille d'argent, Jeux paralympiques | Médaille de bronze, Jeux paralympiques | Total |
| ------------- | --------------------------------- | ------------------------------------- | -------------------------------------- | ----- |
| 28 août       |                                   |                                       |                                        |       |
| 29 août       |                                   |                                       |                                        |       |
| 30 août       |                                   |                                       | 2                                      | 2     |
| 31 août       |                                   | 1                                     | 1                                      | 2     |
| 1er septembre |                                   | 1                                     |                                        | 1     |
| 2 septembre   |                                   |                                       |                                        |       |
| 3 septembre   |                                   |                                       | 1                                      | 1     |
| 4 septembre   |                                   | 1                                     |                                        | 1     |
| 5 septembre   | 1                                 |                                       |                                        | 1     |
| 6 septembre   |                                   |                                       |                                        |       |
| 7 septembre   | 1                                 | 2                                     | 1                                      | 4     |
| 8 septembre   | 1                                 | 1                                     | 1                                      | 3     |
| Total         | 3                                 | 6                                     | 6                                      | 15    |

| Sexe   | Médaille d'or, Jeux paralympiques | Médaille d'argent, Jeux paralympiques | Médaille de bronze, Jeux paralympiques | Total |
| ------ | --------------------------------- | ------------------------------------- | -------------------------------------- | ----- |
| Hommes | 2                                 | 4                                     | 4                                      | 10    |
| Femmes | 1                                 | 2                                     | 2                                      | 5     |
| Mixte  |                                   |                                       |                                        |       |
| Total  | 3                                 | 6                                     | 6                                      | 15    |

## Résultats

### Athlétisme

#### Hommes
| Athlètes | Épreuve   | Série | Série | Demi-finales | Demi-finales | Finale | Finale |
| Athlètes | Épreuve   | Temps | Rang  | Temps        | Rang         | Temps  | Rang   |
| -------- | --------- | ----- | ----- | ------------ | ------------ | ------ | ------ |
| [[]]     | 100 m T12 |       | e     |              | e            |        | e      |
| [[]]     | 400 m T47 |       | e     |              | e            |        | e      |
| [[]]     | 500 m T13 |       | e     |              | e            |        | e      |

| Athlètes | Épreuve               | Finale      | Finale |
| Athlètes | Épreuve               | Performance | Rang   |
| -------- | --------------------- | ----------- | ------ |
| [[]]     | Lancer de poids F33   | m           | e      |
| [[]]     | Lancer de poids F34   | m           | e      |
| [[]]     | Lancer de javelot F64 | m           | e      |

#### Femmes
| Athlètes | Épreuve     | Série | Série | Demi-finales | Demi-finales | Finale | Finale |
| Athlètes | Épreuve     | Temps | Rang  | Temps        | Rang         | Temps  | Rang   |
| -------- | ----------- | ----- | ----- | ------------ | ------------ | ------ | ------ |
| [[]]     | 1 500 m T13 |       | e     |              | e            |        | e      |

| Athlètes | Épreuve              | Finale      | Finale |
| Athlètes | Épreuve              | Performance | Rang   |
| -------- | -------------------- | ----------- | ------ |
| [[]]     | Lancer de poids F34  | m           | e      |
| [[]]     | Lancer de massue F32 | m           | e      |
| [[]]     | Lancer de disque F41 | m           | e      |

### Tennis fauteuil

#### Femmes
| Athlètes | Épreuves | 1er tour | 2e tour | 3e tour | Quarts de finale | Demi-finales | Finale |
| -------- | -------- | -------- | ------- | ------- | ---------------- | ------------ | ------ |
| [[]]     | Simple   |          |         |         |                  |              |        |